# کوتاش
کوتاش (به مجاری:  Kutas) یک منطقهٔ مسکونی در مجارستان است که در ناحیه نادی‌آتاد واقع شده‌است. کوتاش ۳۶٫۵۵ کیلومتر مربع مساحت و ۱٬۴۷۵ نفر جمعیت دارد.